# Guancha
Genre
Synonymes
- Ascilla Haeckel, 1872
- Auloplegma Haeckel, 1870
- Leucopsis Lendenfeld, 1885[1]

Guancha est un genre d'éponges calcaires de la famille Clathrinidae.

## Liste d'espèces
Selon World Register of Marine Species (29 janvier 2017) :
- Guancha arabica (Miklucho-Maclay in Haeckel, 1872)
- Guancha arnesenae Rapp, 2006
- Guancha camura Rapp, 2006
- Guancha gracilis (Haeckel, 1872)
- Guancha loculosa (Haeckel, 1870)
- Guancha macleayi (Lendenfeld, 1885)
- Guancha pedunculata (Lendenfeld, 1885)
- Guancha pellucida Rapp, 2006
- Guancha philippina (Haeckel, 1872)
- Guancha pulcherrima (Dendy, 1891)